# Кобра (стрип)
Кобра је српски стрипски серијал чији су творци сценариста Светозар Обрадовић и цртач Бранислав Керац. Најпопуларнији југословенски стрип 1980-их, са десетинама хиљада љубитеља. Изашло је укупно 17 епизода овог серијала. Све епизоде осим последње су премијерно објављене у Ју стрипу.

## Теме
Тема стрипа су међународне пустоловине југословенског филмског каскадера Слободана Марковића Кобре, врхунског каратисте. Серијал припада акционом жанру са борилачким вештинама, што је био велики попкултурни тренд крајем 1970-их, под утицајем филмова са Брусом Лијем и стрипова исте врсте („Шанг Чи“, „Челична Песница“, „Синови тигра“...).
Ипак, борилачки аспект се временом у „Кобри“ смањује и серијал све више добија наглашене особине трилера, психологије и комике. Епизода „Анђео пакла“ (1980/1981) представља светски ниво и сценаристике и цртежа које су Обрадовић и Керац тада постигли. Једина својевремена конкуренција „Кобри“ је био други Керчев стрип „Кет Клоу“ (где се Кобра појављује и као епизодни лик).
„Кобра“ је изворно објављиван од 1979. do 1989. године у оквиру магазина  Ју стрип. Последња, 17. епизиода Кобре под називом Arizona Heat изашла је 1991. године као посебан стрип-албум у боји у издању Дечјих новина. Епизоде 10-16. (са изузетком епизоде 13) објављене су касније у облику засебних луксузнијих албума горњомилановачког издавача Дечје новине.

## Кобра и Тарзан
Кобрини доживљаји су се једнократно укрстили са Тарзановим, у причи „Звезда Калонге“, у време када су српски аутори радили Тарзана у оквиру куће Форум Маркетпринт, која је тада имала светску лиценцу за стрип са Бароузовим јунаком. 
Ово је једина епизода коју није написао Обрадовић, већ је сам Керац био потпуни творац.

## Стрипографија

### Премијерна објављивања
1. „Сам против свих“, Ју стрип 160/1, 1979.
2. „Незгодни сведоци“, Ју стрип 164/1, 1979.
3. „Завера у Фуентесу“, Ју стрип 168/1, 1979.
4. „Бизнис је бизнис”, Ју стрип 174/1, 1979.[2]
5. „Змајеви спасавају принцезу“, Ју стрип 178/1, 1979. (по нумерацији аутора: епизода 4а)
6. „Острво“, Ју стрип 182/1, 1979.
7. „Стари трапер“, Ју стрип 186/1, 1979.
8. „Ратна краљица“, Ју стрип 190/1, 1979.
9. „Треће полувреме“, Ју стрип 196/1, 1979.
10. „Човек са два живота“, Ју стрип 212/1, 1980.
11. „Жизел“ („Човек са два живота, 2. део“), Ју стрип 216/1, 1980.
12. „Неман мораш убити два пута“ („Човек са два живота, 3. део), Ју стрип 226/1, 1980.
13. „Морске радости“, Ју стрип 234/1, 1980. (по нумерацији твораца: епизода 11а)
14. „Анђео пакла“, Ју стрип 25 (1980), и 27, 29. и 31 (1981).
15. „Пустињски монструм“, Ју стрип 33. и 37 (1981) и 39 и 42 (1982).
16. „Кобра против Кет Клоу“ (укрштање, Ју стрип годишњак 2, 1983)
17. „Папан“, Ју стрип 48 (1982), 54 (1983), 63-64 (1984), 76-78 (1986).
18. „Звезда Калонге“ (укрштање са Тарзаном, сценарио Керац). Делови: „Звезда Калонге“, Тарзан 66, 1987. „Оаза снова“, Тарзан 71, 1988. „Waz-Don Mindy“, Тарзан 73, 1988. „Пећина страве“, Тарзан 74, 1988. „Рушевине Атлантиде“, Тарзан 75, 1988.
19. „“, Профил, Дечје новине, 1991, колор. (по нумерацији аутора: 17. редовна епизода)

### Албуми
1. Анђео пакла, „Профил“ 1, „Дечје новине“ 1985.
2. Пустињски монструм, „Профил“ 4, „Дечје новине“ 1985.
3. Човек са два живота, „Профил“ 11, „Дечје новине“ 1987.
4. Папан, „Профил“ 8, Дечје новине 1986.
5. , „Профил“, Дечје новине, 1991, колор.